# Ceraia multiramosa
Ceraia multiramosa é uma espécie de orquídea de flores pequenas que duram muito pouco, mas que floresce diversas vezes ao ano, nativa de Luzon, nas Filipinas.